# 원추 (1950년)
원추(중국어: 元秋, 영어: Yuen Qiu, 본명: 장전남, 본명 한자: 張轉男, 1950년 4월 19일 ~ )는 홍콩의 영화배우 겸 무술가이다.

## 출연작품

### 영화
- 《쿵푸허슬2》 (2020년)
- 《길성고조 2015》 (2015년)
- 《소영춘》 (2011년)
- 《월광보합》 (2010년)
- 《성룡의 쿵푸마스터》 (2009년)
- 《도화운》 (2008년)
- 《미녀식신》 (2007년)
- 《작성 3》 (2007년)
- 《연애의 법칙》 (2006년)
- 《야만비급》 (2006년)
- 《쿵푸 허슬 마작왕 2 - 자모천후》 (2005년)
- 《쿵푸 허슬 마작왕》 (2005년)
- 《쿵푸 허슬》 (2004년) - 돼지촌 주인 소용녀 역
- 《1:99 전영행동》 (2003년)
- 《벽력십걸》 (1985년)
- 《벽력십걸》 (1985년)
- 《신비호외전》 (1984년)
- 《18통문방》 (1981년)
- 《용쟁호투정무혼》 (1975년)
- 《007 황금총을 가진 사나이》 (1975년)
- 《여경찰》 (1973년)

### 드라마
- 《방세옥》 (2011년)

## 기타
- 황당한 일화가 하나 있다. 1973년 원추 주연의 '여경찰'이라는 영화에 성룡이 악역 단역으로 출연해서 비굴하고 추잡한 악당으로 등장했다가 원추에게 매를 맞고 살려달라고 울며불며 빌다가 용서를 받자 배신 후 기습을 했는데 되려 역으로 매를 맞고 죽는 역할로 나온다. 하지만 이후 성룡이 취권으로 유명해지자 이 영화는 1978년에 비디오 시장으로 나오면서 '영 타이거', '럼블 인 홍콩', '폴리스맨' 등 이상한 제목으로 바뀌고 마치 성룡이 주인공인양 거짓으로 광고되어 판매되었다.
- 결혼한 이후 잠정적으로 은퇴했으나 주성치가 악착같이 매달려 결국 쿵푸 허슬에 캐스팅해왔다. 한 번 은퇴했다가 주성치에 의해 활동을 재개했으므로 1985년부터 거의 20년 가까이 커리어가 없다.

## 같이 보기
- 성룡
- 주성치